# Грилло, Беппе
Джузеппе Пьеро (Беппе) Грилло (итал. Giuseppe Piero Beppe Grillo или Beppe Grillo; род. 21 июля 1948, Генуя) — итальянский комик, актёр, блогер и политик. В 2009 году основал протестное политическое движение «Пять звёзд». Партия быстро стала популярной и добилась серьёзных успехов в политической борьбе. Она заняла третье место на парламентских выборах в феврале 2013 года с более чем 25 % голосов, что стало главной сенсацией этих выборов.

## Биография
Беппе Грилло родился 21 июля 1948 года в Генуе (по другим сведениям — в Савиньоне, провинция Генуя). Сын Энрико Грилло, владельца компании «Cannelli Grillo» (производство аппаратуры газовой сварки). По воспоминаниям брата Андреа, Беппе с детства был в семье «клоуном» — например, являясь к ужину в образе Рэя Чарльза. Имеет среднее специальное образование — изучал бухгалтерию в частном институте имени Уголино Вивальди в Генуе. С 1968 года работал в семейной фирме. В 1971 году уволился. Начал пробовать себя в генуэзском кабаре. Подрабатывал торговлей джинсами, но в 1975 году владелец компании его уволил после того, как Беппе поведал ему о своём подлинном призвании.

### Комик
Спустя некоторое время его «открыл» в миланском театре Буллона Пиппо Баудо. В 1977 году состоялся дебют Грилло на телевидении — в программе «Videobox» на канале «Rete 1». В том же году принял участие в воскресной полуденной программе «Secondo voi», связанной с лотереей «Lotteria Italia». В 1979 году вместе Лореттой Годжи вёл программу «Fantastico», в 1981 году придумал и вёл программу «Te la do io l’America», в 1984 — «Te lo do io il Brasile». 15 ноября 1986 года стал автором монолога в одном из выпусков программы «Fantastico 7». Ссора с Социалистической партией вылилась для Грилло в расставание с телекомпанией RAI. Его также исключили из числа гостей фестиваля Сан-Ремо в 1988 и 1989 годах. В конце 1993 года вернулся на RAI с двумя монологами и добился огромного успеха выступлением против банков, политиков, итальянского образа жизни (в частности, консумеризма). Однажды Грилло пошутил, что не примет участия в выборах, потому что люди проголосуют за него, а он сторонник диктатуры.

### Политик
В конце 1990-х — начале 2000-х годов Грилло выступал на коммерческом канале «Telepiù» с «новогодними обращениями к народу», которые транслировались сразу после соответствующих обращений президентов Республики Скальфаро и затем Чампи. В 2007 году на главной площади Болоньи (piazza Maggiore) организовал так называемый V-Day (в значении «Vaffa-Day») с участием, по разным оценкам, десятков или сотен тысяч человек.
В 2009 году на съезде в здании театра Смеральдо в Милане учредил Движение пяти звёзд, с которым тесно связана его дальнейшая политическая деятельность. Программа движения была размещена в личном блоге Беппе Грилло. С самого начала существования движения делались заявления о его коренном отличии от традиционных партий. На сайте Грилло оно определяется как «свободное объединение граждан».
Поддержав 6 сентября 2014 года соглашение о прекращении огня на востоке Украины, Грилло одновременно высказал своё мнение о глубинных причинах конфликта: он увидел их в стремлении США, потерявших возможность безгранично финансировать «свою империю», но продолжающих действовать в рамках логики «однополярного мира», разрушить связи между Россией и Европой в целом, особенно между Россией и Германией.
3 февраля 2015 года, в день вступления в должность нового президента Италии Серджо Маттарелла, Грилло проигнорировал приглашение на официальную церемонию, но опубликовал в своём блоге поздравления и следующие пожелания главе государства:
1. защищать Конституцию
2. не подписывать очевидно неконституционные акты, предлагаемые правительством
3. использовать свои полномочия для принятия законодательства, направленного на поддержку наиболее уязвимых слоёв населения
4. подтвердить позицию Конституционного суда о незаконности действующего избирательного закона
5. противодействовать «кровосмесительным» связям между политическими партиями и организованной преступностью
6. восстановить ведущие позиции парламента
7. выразить солидарность как главы государства с прокурором (pubblico ministero) Палермо Нино Ди Маттео[итал.]
8. осуществить реорганизацию системы информирования общества
9. встретить в конце семилетнего периода президентских полномочий то же уважение и энтузиазм, которые сопровождали его избрание[9]

## Персональный блог
Грилло ведет персональный блог (beppegrillo.it Архивная копия от 28 февраля 2013 на Wayback Machine), где публикует материалы об альтернативной энергии, глобализации и новых технологиях. Записи доступны на трех языках: итальянском, английском и японском. Итальянская версия самая популярная и каждая запись получает несколько тысяч комментариев и откликов читателей. Блог Грилло входит в десятку самых влиятельных блогов во всей мировой паутине. Автор часто получает письма с поддержкой от известных политиков и деятелей искусства, таких как Антонио ди Пьетро (бывший министр в правительстве Романо Проди), Фаусто Бертинотти, Ренцо Пиано, и даже от нобелевских лауреатов: Дарио Фо, Джозеф Стиглиц, Далай-лама, Мухаммад Юнис.

## Частная жизнь
От первой жены Сони Тони у Грилло двое детей: дочь Луна и сын Давиде, от второй, Парвин Таджик — Рокко и Чиро (у Парвин Таджик есть ещё двое детей от предыдущего брака). В футболе Грилло болеет за Сампдорию. Когда он стал использовать лозунг «вон судимых из парламента», тот обернулся против него самого, поскольку 7 декабря 1981 года в долине Колле ди Тенда (Пьемонт), будучи за рулём, он совершил аварию, в которой погибла семья друзей — муж с женой и их ребёнок девяти лет. В 1988 году был признан судом последней инстанции виновным в причинении смерти по неосторожности.

## Труды
- Beppe Grillo. Tutto il Grillo che conta: dodici anni di monologhi, polemiche, censure. — Feltrinelli Editore, 2006. — 280 p. — ISBN 9788807490439.
- Beppe Grillo. Schiavi moderni. Il precario nell'Italia delle meraviglie. — BeppeGrillo.it, 2007. — 309 p. — ISBN 9788890182693.